# Harald Holbøll
Harald Holbøll (15. juli 1837 i København – 23. september 1919 på Frederiksberg) var en dansk officer, far til Valdemar og Aage Holbøll.
Han var søn af kaptajnløjtnant, inspektør i Sydgrønland Carl Peter Holbøll og hustru f. Petersen, blev sekondløjtnant 1856 og var adjudant ved 8. infanteribrigade (Scharffenberg) i 2. Slesvigske Krig 1864. Samme år blev Holbøll premierløjtnant, kom til Generalstaben 1866, var adjudant hos krigsministeren 1867-70 og derpå adjudant ved 1. Generalkommando 1870-74. Han blev kaptajn 1876, stabschef ved 1. sjællandske brigade 1879, forsat til Generalstaben 1882, souschef ved 1. Generalkommando 1885, oberstløjtnant og chef for 4. bataljon 1887, oberst og chef for 5. regiment 1895, generalmajor og chef for fyenske brigade 1901 og fik afsked 1907 på grund af alder.
Han blev Ridder af Dannebrog 1864, Dannebrogsmand 1887, Kommandør af 2. grad 1896 og af 1. grad 1904 og bar en række udenlandske ordener.
Sammen med svogeren Carl Galster grundlagde Holbøll 1865 et kursus til eksamen ved hærens og flådens officerskoler, til adgangseksamen til universitetet m.m. Anstalten fik betydeligt ry og nåede sit højdepunkt omkring 1880.
Han giftede sig 12. januar 1866 i Garnisons Kirke med Emma Oline f. Kragh (10. september 1844 i Odense – 17. januar 1917 i København), datter af regimentsdyrlæge Hans Christian Kragh (ca. 1811-1861) og
Anna Jørgensen (1814-1885).
Holbøll er begravet på Garnisons Kirkegård.
Der findes en pastel fra ungdommen af ukendt kunstner; blyantstegning af Harriet Grut, f. Bøttern ca. 1905, begge i familieeje.

## Udgivelser
- En Brigadeadjutants Erindringer fra Krigen 1864, København: V. Tryde 1911.